# Macrobdella mimicus
Macrobdella mimicus é uma espécie de sanguessugas nativas dos ecossistemas de água doce da América do Norte. Pertencente ao género Macrodbella. A sanguessuga norte-americana foi descoberto em 2019. Esta é uma espécie de sanguessuga medicinal que vive nos pântanos de água doce do leste dos Estados Unidos. É a primeira descrição de uma sanguessuga norte-americana desde 1975.